# Ömer Şişmanoğlu
Ömer Şişmanoğlu (Amburgo, 1º agosto 1989) è un calciatore turco con cittadinanza tedesca, attaccante svincolato.

## Palmarès

### Club

#### Competizioni nazionali
- Campionato turco: 1

Beşiktaş: 2016-2017